# Patricio González García
Patricio Alberto González García (Limache, 28 de octubre de 1987) es un futbolista chileno. Juega de defensa y su equipo actual es Colchagua Club de Deportes de la Tercera División A de Chile.

## Trayectoria
Formado en Santiago Wanderers de Valparaíso llegó a debutar el 28 de octubre de 2006 en un partido frente a Cobresal, desde ese entonces permaneció jugando en el primer equipo de manera regular donde le tocaría vivir un descenso a la Primera B permaneciendo en el equipo porteño durante un semestre. Con la llegada de Jorge Aravena al banco fue enviado a préstamo junto con otros jugadores del club a Unión Quilpué que en ese entonces militaba en la Tercera División donde permaneció por un poco más de un año regresando a Valparaíso a mitad del segundo semestre del 2009 debido a problemas entre Wanderers y Unión Quilpué.
Tras su regreso a Santiago Wanderers nuevamente no es tomado en cuenta para ser parte del primer equipo por lo cual parte a Trasandino de la Tercera División A donde solo pudo jugar un partido en la temporada ante Magallanes. Tras su paso por Trasandino donde su equipo casi logra el ascenso regresa a Santiago Wanderers donde en un comienzo no había sido tomado en cuenta por el adiestrador caturro, Juan Manuel Llop, pero tras un partido de pretemporada ante Unión La Calera se integra al primer equipo para la temporada 2011.
En 2012 parte a Colchagua Club de Deportes de la Tercera División A.

## Clubes
| Club               | País  | Año       |
| ------------------ | ----- | --------- |
| Santiago Wanderers | Chile | 2006-2008 |
| Unión Quilpué      | Chile | 2008-2009 |
| Trasandino         | Chile | 2010      |
| Santiago Wanderers | Chile | 2011      |
| Colchagua          | Chile | 2012-Act. |